# STS-100
إس تي إس-100 (بالإنجليزية: STS-100)‏ الرحلة الرابعة بعد المائة ضمن برنامج مكوك الفضاء لوكالة ناسا، والرحلة السادسة عشر على متن مكوك الفضاء إنديفور، انطلقت الرحلة في 19 أبريل 2001 من مركز كينيدي للفضاء ، وهبطت بتاريخ 1 مايو في قاعدة إدواردز الجوية، بعد إثنى عشر يوماً مكثتها الرحلة في الفضاء، توجهت البعثة إلى محطة الفضاء الدولية وقامت بتثبيت ذراع روبوتية خاص لنظام خدمات المحمول، بلغ عدد الرواد المشاركين في الرحلة سبعة رواد من بينهم رائد فضاء روسي وآخر إيطالي ورائد كندي بالإضافة إلى أربعة رواد أمريكيين.